# 91 pr. n. št.
91 pr. n. št. je bilo leto predjulijanskega rimskega koledarja.
Oznaka 91 pr. Kr. oz. 91 AC (Ante Christum, »pred Kristusom«), zdaj posodobljeno v 91 pr. n. št., se uporablja od srednjega veka, ko se je uveljavilo številčenje po sistemu Anno Domini.

## Rojstva
- Šuan - deseti cesar dinastije Han  († 48 pr. n. št.)

## Smrti
- Livij Druz